# Henryk Klejne

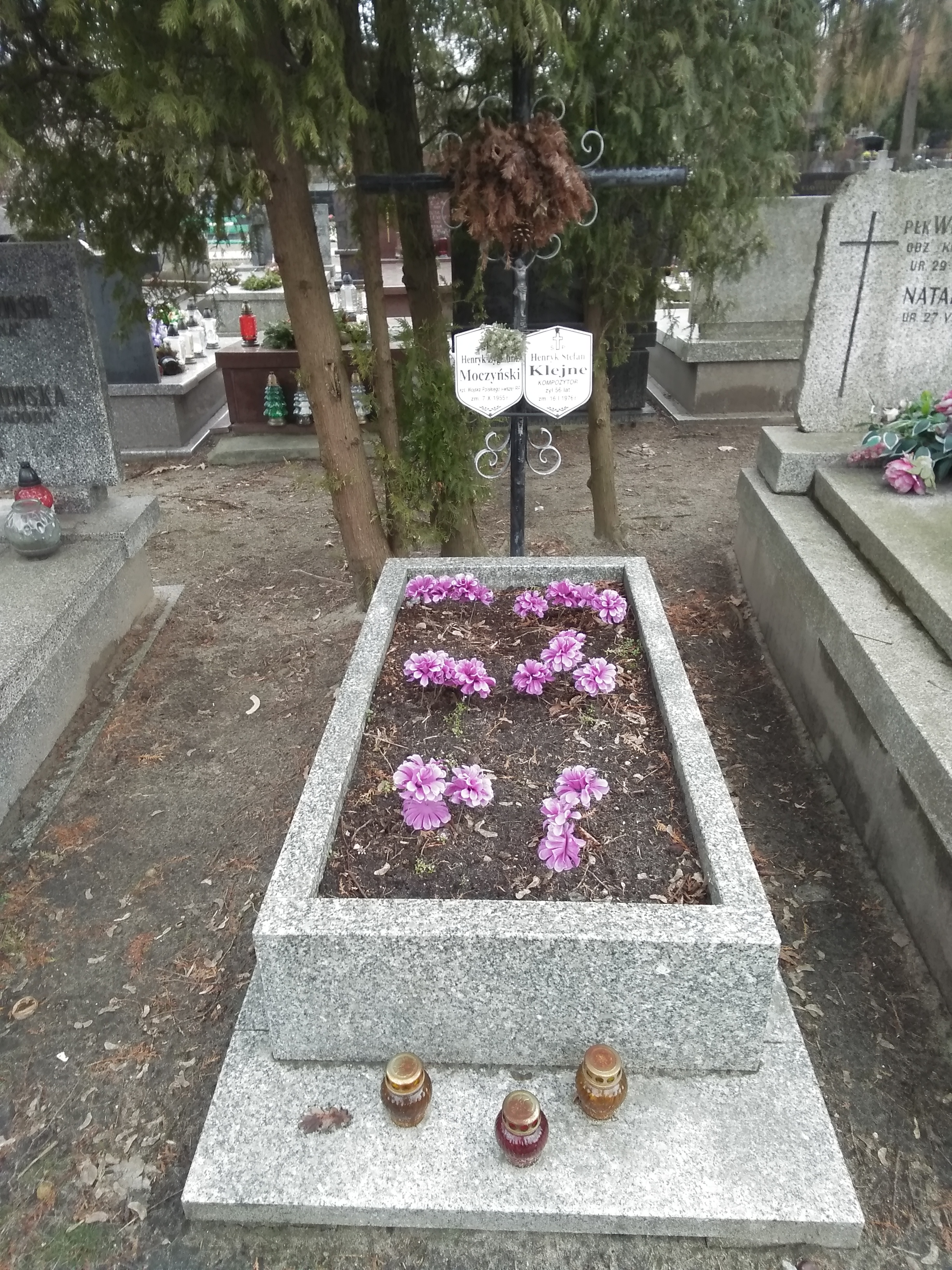
Grób Henryka Klejne na Cmentarzu Wojskowym na Powązkach

Henryk Klejne (ur. 12 sierpnia 1919 w Berlinie, zm. 16 stycznia 1976 w Warszawie) – polski kompozytor, dyrygent i pianista.

## Życiorys
Studiował dyrygenturę w poznańskiej PWSM (1950–1955), a następnie kompozycję w warszawskiej PWSM u Tadeusza Szeligowskiego. Jeszcze przed wojną zaczął pracować jako akompaniator i instrumentalista (pianista).
Po zakończeniu II wojny światowej pracował jako korepetytor w Operetce Warszawskiej, a następnie został dyrygentem Operetki Poznańskiej. Udzielał się także jako kompozytor, tworząc muzykę symfoniczną oraz baletową, a także dla potrzeb filmu i teatru. Jest m.in. autorem muzyki piosenek spektaklu Dalekie (reż. Stefan Orzechowski, 1953). Od 1959 roku komponował też piosenki. Jest też autorem tekstu utworu „Taki mróz” z muzyką Marka Sarta.
Piosenki z muzyką Henryka Klejnego można usłyszeć m.in. w wykonaniu takich artystów, jak: Katarzyna Bovery, Czerwone Gitary, Bogdan Czyżewski, Halina Frąckowiak, Anna German, Jerzy Grunwald, Waldemar Kocoń, Maria Koterbska, Stenia Kozłowska, Jolanta Kubicka, Halina Kunicka, Kwartet Warszawski, Jacek Lech, Aneta Łastik, Jerzy Michotek, Marta Mirska, Wojciech Młynarski, Partita, Jan Pietrzak, Jerzy Połomski, Łucja Prus, Sława Przybylska, Hanna Rek, Danuta Rinn, Rena Rolska, Irena Santor, Karin Stanek, Ewa Śnieżanka, Trubadurzy, Violetta Villas, Tadeusz Woźniakowski, Adam Zwierz.
Jest pochowany na Cmentarzu Wojskowym na Powązkach kwatera H III
Rząd: 3, Grób: 27

## Kompozycje
- Hebanowe tango (instr.)

### Piosenki
- „Andrzejkowa wróżba” (sł. Jerzy Miller)
- „Ballada o malinach” (sł. W. Młynarski)
- „Czekam tu” (sł. W. Młynarski)
- Czy jeszcze zdążę (sł. W. Młynarski)
- „Daj mi zachować wspomnienia” (sł. Krzysztof Sadowski)
- „Jest bałałajka” (sł. Tadeusz Urgacz)
- „Jestem taka, a nie inna” (sł. Kazimierz Winkler)
- „Kuglarze” (sł. T. Urgacz)
- „Moja Julio” (sł. Mirosław Łebkowski, Stanisław Werner)
- „Niebieskooka” (sł. Roman Sadowski)
- „Niewinny złodziej" (sł. Adam Hosper)
- „Powracająca melodyjka” (sł. Andrzej Bianusz)
- „Przyjedź, mamo, na przysięgę” (sł. Edward Fiszer)
- „Przystanek koło zoo” (sł. W. Młynarski)
- „Romeo” (sł. T. Urgacz)
- „Tak mi z tym źle” (sł. Bronisław Brok)
- „To już nie ty” (sł. Janusz Kondratowicz)
- „Wszystkie słowa miłości” (sł. W. Młynarski)

## Nagrody
- 1962: III nagroda na MFP w Sopocie za utwór "Kuglarze"
- 1963: II nagroda na MFP w Sopocie za "Tak mi z tym źle"
- 1968: na VI Krajowym Festiwalu Polskiej Piosenki w Opolu nagroda Przewodniczącego MRN za piosenkę "Przyjedź, mamo, na przysięgę"
- 1968: na VI Krajowym Festiwalu Piosenki Polskiej w Opolu nagroda Towarzystwa Przyjaciół Opola za piosenkę "Jest bałałajka"
- 1969: na VII Krajowym Festiwalu Piosenki Polskiej w Opolu nagroda Polskiego Radia za utwór "Czekam tu"
- 1969: III nagroda na MFP w Sopocie za piosenkę "Jest bałałajka"